# Tore Carlström
Stig Tore Carlström, född 23 augusti 1911 i Helsingborg, Malmöhus län, död 6 april 2002 i Täby församling, Stockholms län var en svensk väg- och vattenbyggnadsingenjör.
Carlström, som var son till postmästare Johan Carlström och Alma Nilsson, avlade studentexamen i Ystad 1930 och utexaminerades från Kungliga Tekniska högskolan 1937. Han tjänstgjorde inom lantmäteristaten i Kopparbergs län, Västmanlands län samt Göteborgs och Bohus län 1937–1944, blev amanuens vid Lantmäteristyrelsen 1944, byråingenjör 1945, byrådirektör där 1947, stadsingenjör i Helsingborgs stad 1954 och  stadsbyggnadsdirektör i Helsingborgs kommun 1971. Han var lärare vid kartritningskurser och assistent vid  Kungliga Tekniska högskolan periodvis 1944–1953.